# Ентелехија
Ентелехија (гр. ἐντελέχεια (entelékheia) је непрекидна радиност или делатност, нарочито духа, стваралачка енергија; стварност, реалност, тачније остварени циљ.
Код Аристотела: активни принцип који оно што је могуће ствара, затим усавршава и, најзад, од тога прави циљ свог живота. Ентелехија је виша енергија која сама себи одређује правац, или виша делатност која свој циљ има у себи (за разлику од материје која носи у себи само могућност постојања). У даљем развоју филозофског мишљења појам ентелехија постао је истоветан с телеолошким принципом тумачења света. Под телеологијом се подразумева учење о сврсисходности по коме све што се дешава у природи и људском друштву бива вођено унапред одређеним циљем. Овакво схватање света разликује се од детерминистичког, по коме се све дешава у каузалном (узрочном) низу узрока и последица.